# جون بي أونيل
جون بي أونيل (بالإنجليزية: John P. O'Neill)‏ هو خبير أمريكي، ولد في 6 فبراير 1952 في اتلانتيك سيتي في الولايات المتحدة، وتوفي في 11 سبتمبر 2001 في نيويورك في الولايات المتحدة.

## وصلات خارجية
- جون بي أونيل على موقع إن إن دي بي (الإنجليزية)